# Jadranka
Jadranka je žensko ime.

## Osobe s imenom Jadranka
- Jadranka Brnčić (rođena 1958.), hrvatska spisateljica
- Jadranka Čunčić-Bandov (rođena 1956.), hrvatska dječja književnica i lutkarica
- Jadranka Damjanov (1934. – 2016.), hrvatska književnica
- Jadranka Đokić (rođena 1981.), hrvatska glumica
- Jadranka Elezović (rođena 1948.), hrvatska glumica
- Jadranka Fatur (rođena 1949.), hrvatska akademska slikarica i esejistica
- Jadranka Garin (rođena 1963.), hrvatska pijanistica
- Jadranka Kosor (rođena 1953.), hrvatska političarka
- Jadranka Krajina (rođena 1966.), hrvatska glumica i pjevačica
- Jadranka Matković (rođena 1951.), hrvatska glumica
- Jadranka Pejanović (1979. – 2018.), srpska glumica
- Jadranka Stojaković (1950. – 2016.), bosanska kantautorica